# Жайсан (Шуський район)
Жайса́н (каз. Жәйсаң) — село у складі Шуського району Жамбильської області Казахстану. Входить до складу Алгинського сільського округу.
Населення — 566 осіб (2021; 340 у 2009, 560 у 1999, 602 у 1989).